# Таннер, Роско
Роско  Таннер (англ. Roscoe Tanner; 15 октября 1951, Чаттануга, Теннесси, США) — бывший американский профессиональный теннисист. Победитель Australian Open 1977 года в мужском одиночном разряде.

## Биография
Леонард Роско Таннер III  родился 15 октября 1951 года в Чаттануге, штат Теннесси в семье Леонарда Таннера и его супруги Эммы. Он окончил частную школу Бейлор и играл в одной команде Стэнфордского университета с Сэнди Майером, другой будущей звездой американского тенниса. 
Свою единственную победу на турнирах Большого шлема он одержал в январе 1977 года в Мельбурне. В финале Открытого чемпионата Австралии он переиграл Гильермо Виласа. В трёх сетах с одинаковым счётом — 6–3, 6–3, 6–3. В 1979 Таннер добрался до финала в Уимблдоне, но уступил сильнейшему на тот момент игроку мира Бьорну Боргу. Примечательно, что это был первый уимблдонский финал, транслируемый в прямом эфире в   Штатах.
В 1981 году в составе команды США Таннер выиграл Кубок Дэвиса. Победу с ним разделили  Джон Макинрой, Питер Флеминг и Элиот Тельчер, а капитаном сборной был легендарный Артур Эш.
Не менее известен Таннер стал как обладатель одной из самых сильных подач среди теннисистов своего поколения. В феврале 1978 года на турнире в Палм-Спрингс в матче против мексиканца Рауля Рамиреса подал со скоростью 246 км/ч. Этот рекорд лишь в 2004 году побил другой американец — Энди Роддик.
Таннер был женат три раза. У него пять дочерей.
С конца 1990-х годов Таннер неоднократно имел  проблемы с законом из-за неуплаты алиментов и подделывания чеков, на которые Роско делал дорогостоящие приобретения.